# Квадрига

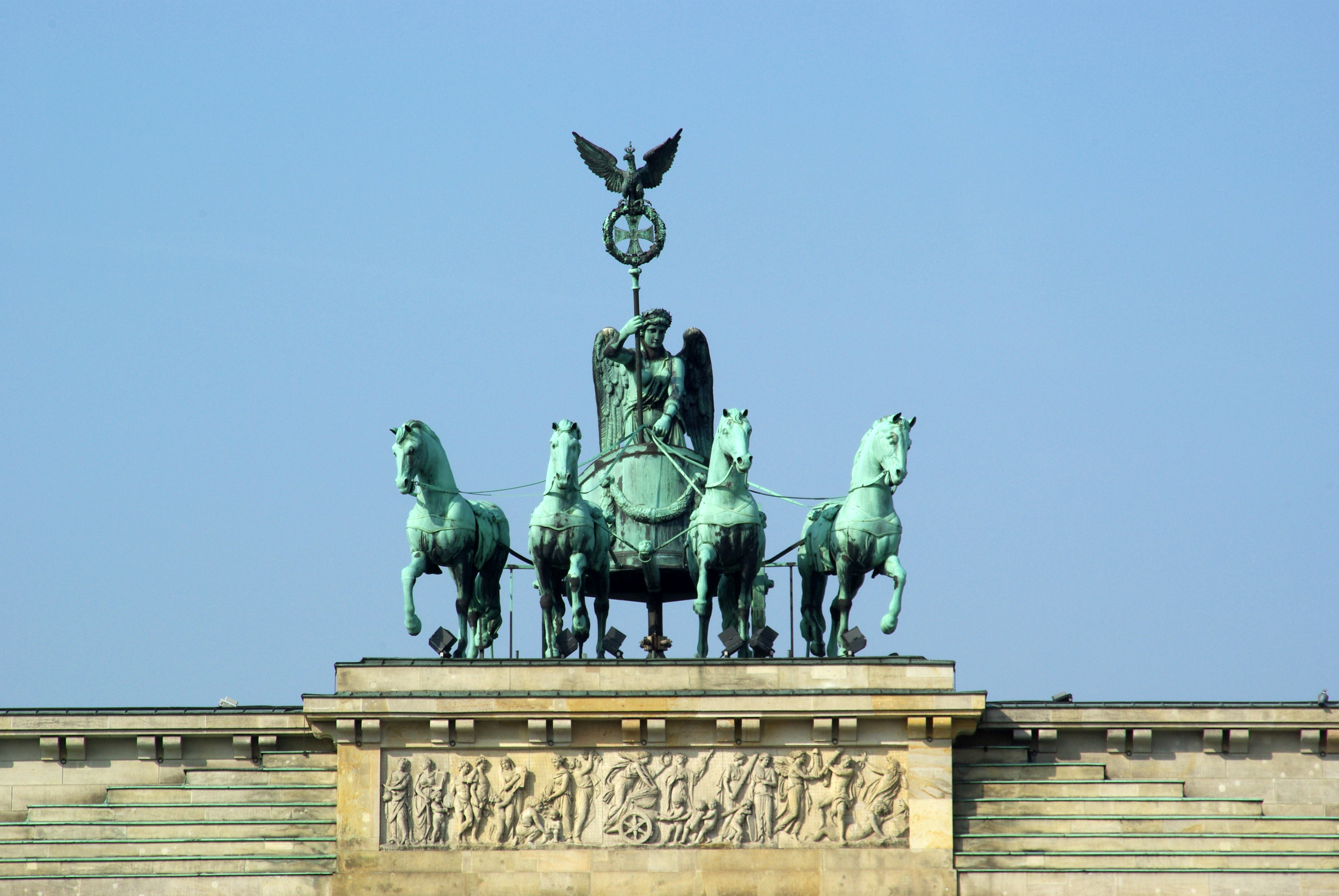
Статуя квадриги на Бранденбургских воротах

Квадри́га — античная двухколёсная колесница с четырьмя запряжёнными конями. Часто использовалась в Древнем Риме в гонках или в триумфальных шествиях. Сохранилось немало изображений, барельефов и статуй с квадригами. Латинское слово quadriga является стяжением составного слова quadriiuga, от quadri- «четыре» и iugum «ярмо» (когнат славянского «иго»);  

## Известные квадриги
- Квадрига на Бранденбургских воротах в Берлине
- Квадрига Аполлона на здании Большого театра в Москве
- Квадрига Аполлона на здании Александринского театра в Санкт-Петербурге
- Дельфийский возничий
- Квадрига святого Марка

## Галерея

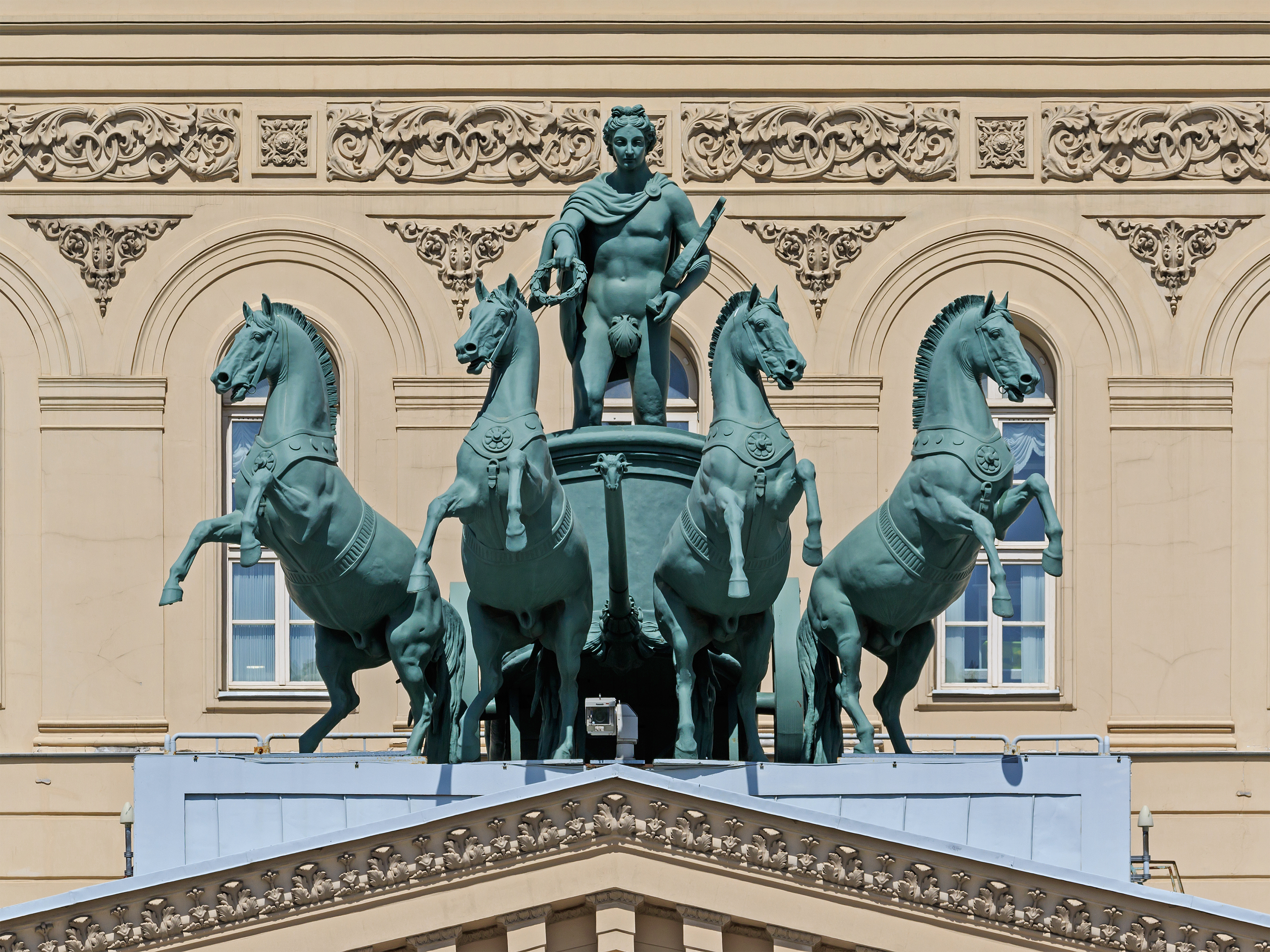
Бронзовая квадрига работы Петра Клодта на здании Большого театра (2017)
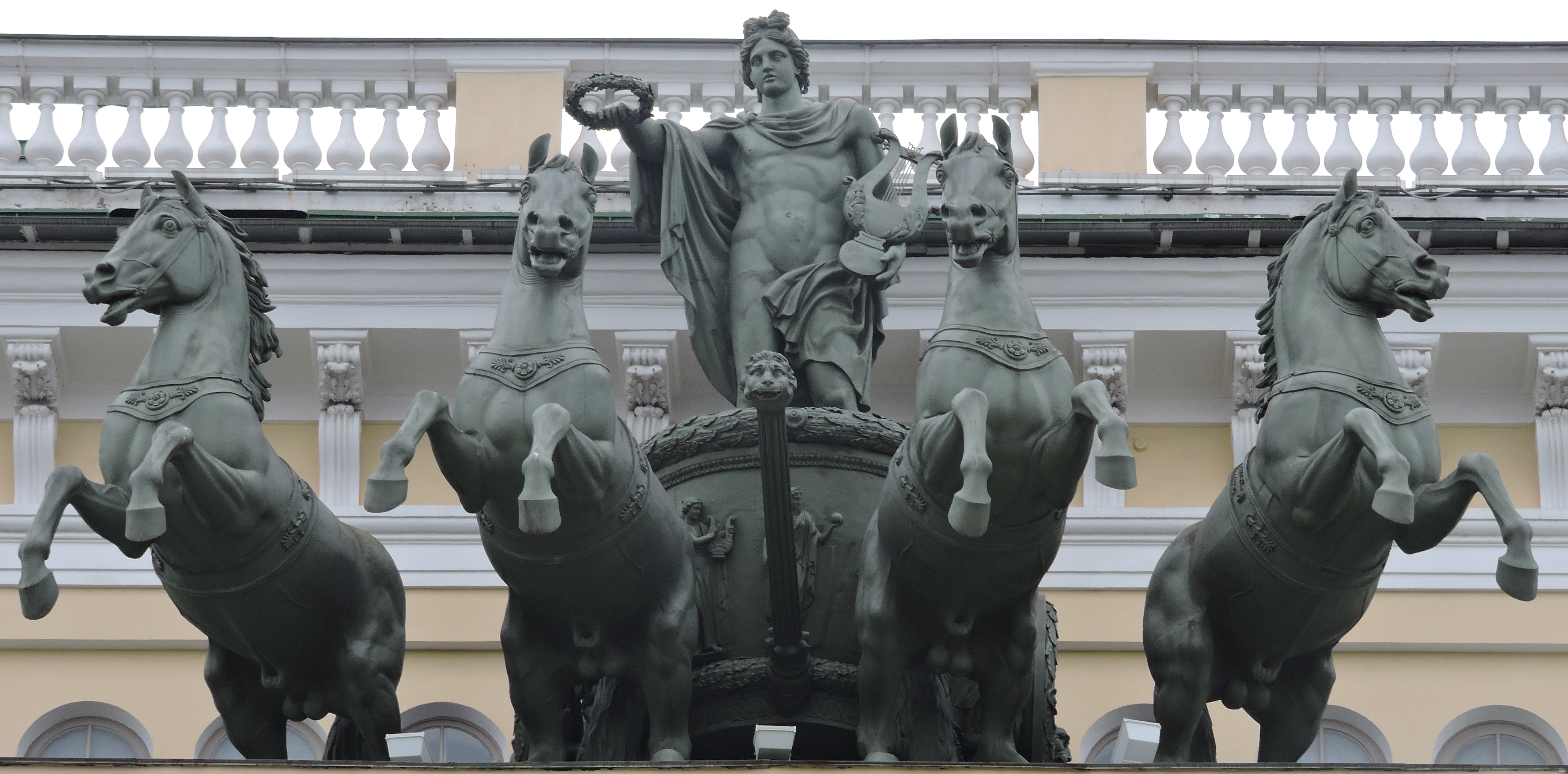
Квадрига Аполлона. Александринский театр (В. И. Демут-Малиновский)
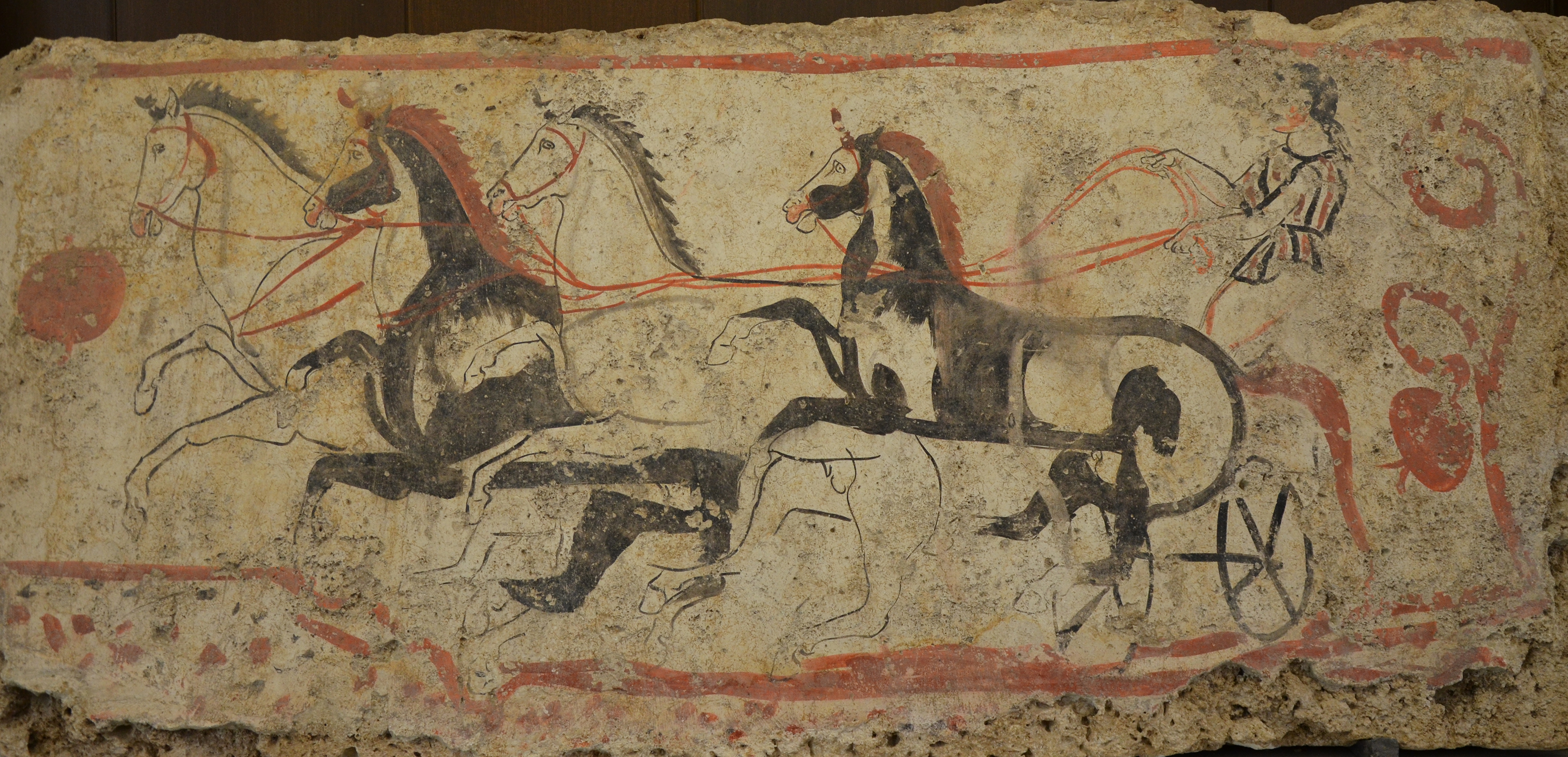
Луканская фреска из Пестума с изображением квадриги, 340-330 гг. до н.э.